# Pselaphodes anjiensis
Pselaphodes anjiensis – gatunek chrząszcza z rodziny kusakowatych i podrodziny marników. Występuje endemicznie w Chinach.
Gatunek ten opisali po raz pierwszy w 2018 roku Hunag Mengchi, Yin Ziwei i Li Lizhen na łamach Acta Entomologica Musei Nationalis Pragae. Jako miejsce typowe wskazano górę Longwang Shan między Dongguan a Qianmutian w chińskiej prowincji Zhejiang. Epitet gatunkowy pochodzi od nazwy Powiatu Anji, w którym leży miejsce typowe.
Chrząszcz ten osiąga od 3,19 do 3,27 mm długości i od 1,12 do 1,15 mm szerokości ciała. Ubarwienie ma rudobrązowe. Głowa jest nieco dłuższa niż szeroka. Oczy złożone buduje u samca około 28 omatidiów. Występ policzka (canthus) jest dobrze rozwinięty. Czułki buduje jedenaście członów, z których trzy ostatnie są powiększone, a u samca człony siódmy, dziewiąty, dziesiąty i jedenasty są ponadto zmodyfikowane. Przedplecze jest dłuższe niż szerokie, o zaokrąglonych krawędziach przednio-bocznych. Pokrywy są szersze niż dłuższe. Zapiersie (metawentryt) u samców ma długie i u wierzchołka rozszerzone wyrostki. Odnóża przedniej pary mają po wyraźnym kolcu na brzusznej stronie krętarzy, po długim i wąskim kolcu na spodzie ud oraz po dużym kolcu na szczytach goleni. Środkowa para odnóży ma po małym kolcu na spodzie krętarzy. Odwłok jest u nasady szeroki i z tyłu zwężony. Genitalia samca mają środkowy płat edeagusa silnie asymetryczny, paramery krótkie i u szczytów oszczecone, a endofallus zawierający dwa podłużne skleryty.
Owad ten jest endemitem Chin, znanym tylko z miejsca typowego w prowincji Zhejiang. Spotykany był na rzędnych około 1350 m n.p.m.